# Tangkou, Fujian
Tangkou är en köping i sydöstra Kina. Den ligger i Pingnan härad i staden Ningde i provinsen Fujian, omkring 100 kilometer norr om provinshuvudstaden Fuzhou.